# Albert Treuding

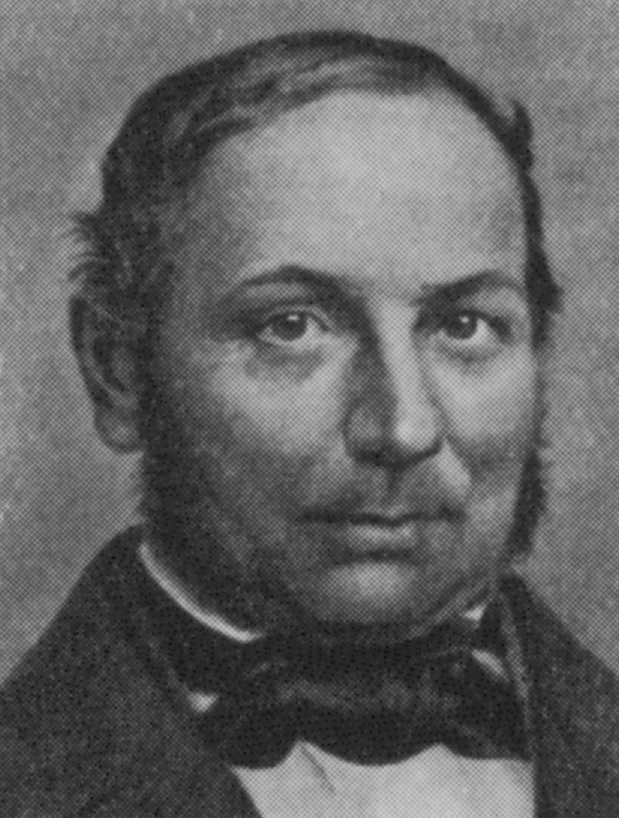
Albert Treuding

Friedrich Albert Treuding (geboren 18. August 1805 in Magdeburg; gestorben 23. Oktober 1874 in Ballenstedt) war ein deutscher Wasserbauingenieur und Hochschullehrer.

## Leben
Albert Treuding führte 1836 bis 1837 Wasserbauten im Regierungsbezirk Köslin durch. Im März 1838 wurde er zum Baukondukteur ernannt und mit der Leitung von Wasserbauten im Regierungsbezirk Magdeburg betraut. Am 1. Oktober 1843 wurde er Haufenbauinspektor in Lübeck, am 1. August 1846 Stadtbaurat in Magdeburg, am 1. Dezember 1851 Lehrer des Wasser-, Straßen- und Brückenbaus sowie des Eisenbahnbaus an der Polytechnischen Schule in Hannover mit dem Titel Professor. 1861 gab er den Straßen- und Eisenbahnbau an. Am 1. Oktober 1874 trat er in den Ruhestand.